# Ophidiaster bayeri
Ophidiaster bayeri är en sjöstjärneart som beskrevs av A.H.Clark 1948. Ophidiaster bayeri ingår i släktet Ophidiaster och familjen Ophidiasteridae. Inga underarter finns listade i Catalogue of Life.